# راشد الأول بن أحمد المعلا
راشد بن أحمد المعلا (1876–1922)، كان حاكم أم القيوين من 1904 إلى 1922، وهي إحدى إمارات الساحل المتصالح واليوم إحدى الإمارات السبع التي تشكل دولة الإمارات العربية المتحدة. اكتسب نفوذاً على قبائل الداخل على حساب حاكم الساحل المتصالح البارز في ذلك الوقت الشيخ زايد بن خليفة آل نهيان.

## تولي الحكم
تولى الحكم في 13 يونيو 1904 بعد وفاة والده الشيخ أحمد بن عبد الله المعلا. وفي سبتمبر من نفس العام، راسل المقيم السياسي البريطاني، مؤكدًا حكمه ووافق على الالتزام بالمعاهدات التي تعهد بها أسلافه. تزوج من ابنة حاكم عجمان بعد فترة وجيزة من توليه مقاليد الحكم.

## القبائل المتحاربة
كان راشد بن أحمد سياسيًا فطنًا، وشرع في حملة لتعزيز نفوذه بين قبائل البدو، ولا سيما قبائل بني كتب القوية. وأدى ذلك، في عام 1905، إلى تورطه في نزاع اندلع في وادي حتا بين قبيلة نعيم وبني كتب.
كانت بلدة مصفوت في وادي حتا موطنًا تقليديًا لقبيلة النعيم، الذين ينتمون في الأصل إلى البريمي. وجدوا أنفسهم تحت التهديد عندما قام بني قتاب ببناء حصن في الوادي وبدأوا في مضايقة القوافل التي تمر عبر الممر من وإلى ساحل الباطنة العمانية. مناشدة للشيخ زايد بن خليفة آل نهيان، أكثر حكام المتصالحين تأثيراً في شؤون القبائل، وبعد اجتماع مشايخ المتصالح في دبي في أبريل في ذلك العام حصل النعيم على دعم زايد. ومع ذلك، دعم راشد بن أحمد بني كتاب، وعلى الرغم من احتفاظ النعيم بمصفوت، إلا أن راشد حصل على دور في شؤون البدو على حساب زايد.
واستمر هذا الصعود في العام التالي، عندما كان بني قتاب في نزاع مع البلوشي من الظاهرة، وهي قبيلة موالية لكل من بني ياس من أبو ظبي والبوفلاسة في دبي.
هاجم بني قتاب آل البلوشي في مزيم وتسببوا في مقتل عدد من الأشخاص. وناشد البلوشي الشيخ زايد بن خليفة الذي تبنى قضيتهم، لكنه وجد نفسه معارضًا لراشد بن أحمد الذي دعم بني كتاب. تم تجنب حرب عامة من خلال اجتماع مشايخ الساحل المتصالح وشيوخ الداخل، الذي انعقد في الخوانيج خارج دبي، في أبريل 1906. وأسفر الاجتماع عن اتفاق يتم بموجبه إسناد مسؤولية القبائل إلى الحكام، ويتولى راشد بن أحمد المسؤولية. لبني كتب. واستمر البلوش في قبول تملق مسقط عندما بدأت شركات النفط بالتنقيب في دارهم أو منطقتهم، وأصبحت الظاهرة اليوم جزءًا من عمان.

## التدخلات البريطانية
اشتعل النزاع مع أبو ظبي، وفي فبراير 1907، انجذب المقيم السياسي في بوشهر، بيرسي كوكس، إلى الصراع عندما هدد الاثنان بالاشتباك عند منطقة فلج العلي التابعة لأم القيوين (اليوم فلج المعلا). رست سفينة إتش إم إس لورانس قبالة الشارقة لتعزيز وساطة كوكس. سلم راشد بن أحمد إلى كوكس بعد مفاوضات استمرت أسبوعًا، وهو الأمر الأسوأ بكثير بالنسبة للارتداء بعد الفترة التي قضاها في الأسر.
كما هو الحال في العديد من الحالات في الإمارات المتصالحة، وقعت حادثة صغيرة نسبيًا في إطار الاستعدادات للحرب عندما قُتل بحار صومالي في رأس الخيمة عام 1919. وهرب الجناة إلى أم القيوين، حيث سلمهم راشد بن أحمد. لجأ. الشيخ سلطان بن سالم القاسمي أرسل رأس الخيمة رجالًا للقيام بدوريات على حدود أم القيوين في حالة محاولة الرجال التحرك، وأرسلهم راشد بن أحمد بدلاً من ذلك عن طريق البحر للتخريب الجزيرة الحمراء، حيث أحرقوا عدداً من الأكواخ. واصطف حكام آخرون خلف الحزبين وتدخل المقيم السياسي البريطاني لتجنب الحرب. وتحت ضغط من أصدقاء البحار المقتول والبريطانيين على حد سواء، دفع سلطان بن سالم في النهاية الدية (الدية) لعائلة البحار.

## الوفاة
توفي الشيخ راشد بن أحمد المعلا بسبب التهاب رئوي في أغسطس 1922، مما أدى إلى فترة خلافة متنازع عليها مدتها سبع سنوات.